# Vignoble du Languedoc-Roussillon
Le vignoble du Languedoc-Roussillon est une région viticole française couvrant une partie de la région Occitanie, soit les départements de l'Aude, du Gard, de l'Hérault et des Pyrénées-Orientales. Sur ces quatre départements, le vignoble compte 228 000 ha de vignes de cuve, dont 89 000 ha exploités en AOC. On y produit des vins très variés : des rouges, rosés et blancs tranquilles, des vins effervescents, mais aussi des vins doux naturels.
Le vignoble est très ancien et date d'avant la fondation de la Gaule narbonnaise, ce qui lui permet de revendiquer le plus ancien vin effervescent au monde : la blanquette de Limoux.
Les vins du Languedoc-Roussillon, longtemps considérés comme des vins de basse qualité, connaissent, dans les années 1980, un regain de popularité auprès des consommateurs.

## Histoire

### Préhistoire et Antiquité
C'est sur le site préhistorique de la caune de l'Arago, qui se trouve à Tautavel qu'ont été retrouvés des restes humains et des vestiges lithiques du Paléolithique inférieur. Le dépôt épais d'une dizaine de mètres, couvre la majeure partie du Pléistocène moyen et a fait l'objet de nombreuses tentatives de datations radiométriques parfois contradictoires. Des âges limites d’environ 700 et 350 000 ans ont été obtenus par la datation à l'uranium-thorium,,.
Entre -10000 et -3500 ans avant notre ère, les vestiges laissés par une communauté implantée sur du site actuel de Port-Leucate sont les témoins de la « révolution néolithique ». Connaissant l'agriculture et pratiquant l'élevage, elle utilisait aussi la poterie. Toute proche, au lieu-dit Pla-de-Fitou, une nécropole de l'âge du bronze a été mise au jour, preuve d'une implantation humaine pérenne sur le rivage méditerranéen.
Textes et fouilles archéologiques ont confirmé qu'à l'ouest du Rhône, avant que ne soit fondée la Gaule Narbonnaise une viticulture était développée. Les vignes y étaient alors conduites en gobelets, mode cité par Columelle, tout comme dans les Pouilles, région sous influence grecque. Pline le confirme quand il explique : « Dans quelques contrées, la vigne, peu riche en branches, et grosse parce qu'elle est courte, se soutient sans appui. Les vents s'y opposent dans quelques localités : en Afrique, par exemple, et dans quelques cantons de la Narbonnaise ». Mais la colonisation romaine y imposa rapidement la « méthode étrusque » et la vigne fut conduite et taillée de façon arbustive, en treille, en pergola et, bien sûr, en ayant des arbres comme point d'ancrage. Désormais, aux côtés des rumpotins,, il y eut aussi des vignes ne dépassant pas la hauteur d'un homme, qui, appuyées sur des échalas, formaient des treilles. Et celles qui s'obstinaient à ramper furent conduites de manière à répandre « leur feuillage touffu assez au loin pour ombrager des cours entières ».

### Moyen Âge
Lors des grandes invasions, les vignobles, furent quasiment délaissés et le vin produit à partir des treilles du jardin ou de l'enclos. Et à partir de l'an 900, le Cartulaire du chapitre cathédral de Nîmes, fait nettement la différence entre les vignes basses et les vignes hautes. Le vignoble de plaine va perdurer jusqu'au début du XIVe siècle où la nécessité d'emblaver les terres riches, propices à l'abondance, repoussa la vigne vers les coteaux plus chiches mais plus qualitatifs.
À la fin du XIIIe siècle, les vins du Languedoc commencèrent à être exportés tant par le port de Villeneuve-lès-Maguelonne, que par celui Saint-Gilles et celui d'Aigues-Mortes.

### Période moderne
Dès le début du XVIe siècle, la culture de la vigne languedocienne étant devenue plus rentable que celle des céréales, les coteaux et les terrasses devinrent insuffisants. Dès 1520, les vignobles de Frontignan, Mireval et Vic-la-Gardiole redescendirent en plaine. Thomas Platter, étudiant la médecine à Montpellier, en 1595, précise que parmi ces variétés de « vignes grimpantes », il vit à Vendargues, dans le jardin de son logeur Laurent Catalan, des raisins blancs dont « les grains étaient gros et charnus comme des prunes » et qui étaient appelés panses musquées ou vinhas augibiquieras. Ce sont ces variétés qui furent implantées à Frontignan, en 1592 d'après les mentions portées sur le registre de compoix. Dès le XVIe siècle, la blanquette de Limoux, vin blanc probablement doux, est un cadeau de prestige offert aux personnages importants du Midi, tel le sieur d'Arques, Jean de Joyeuse.

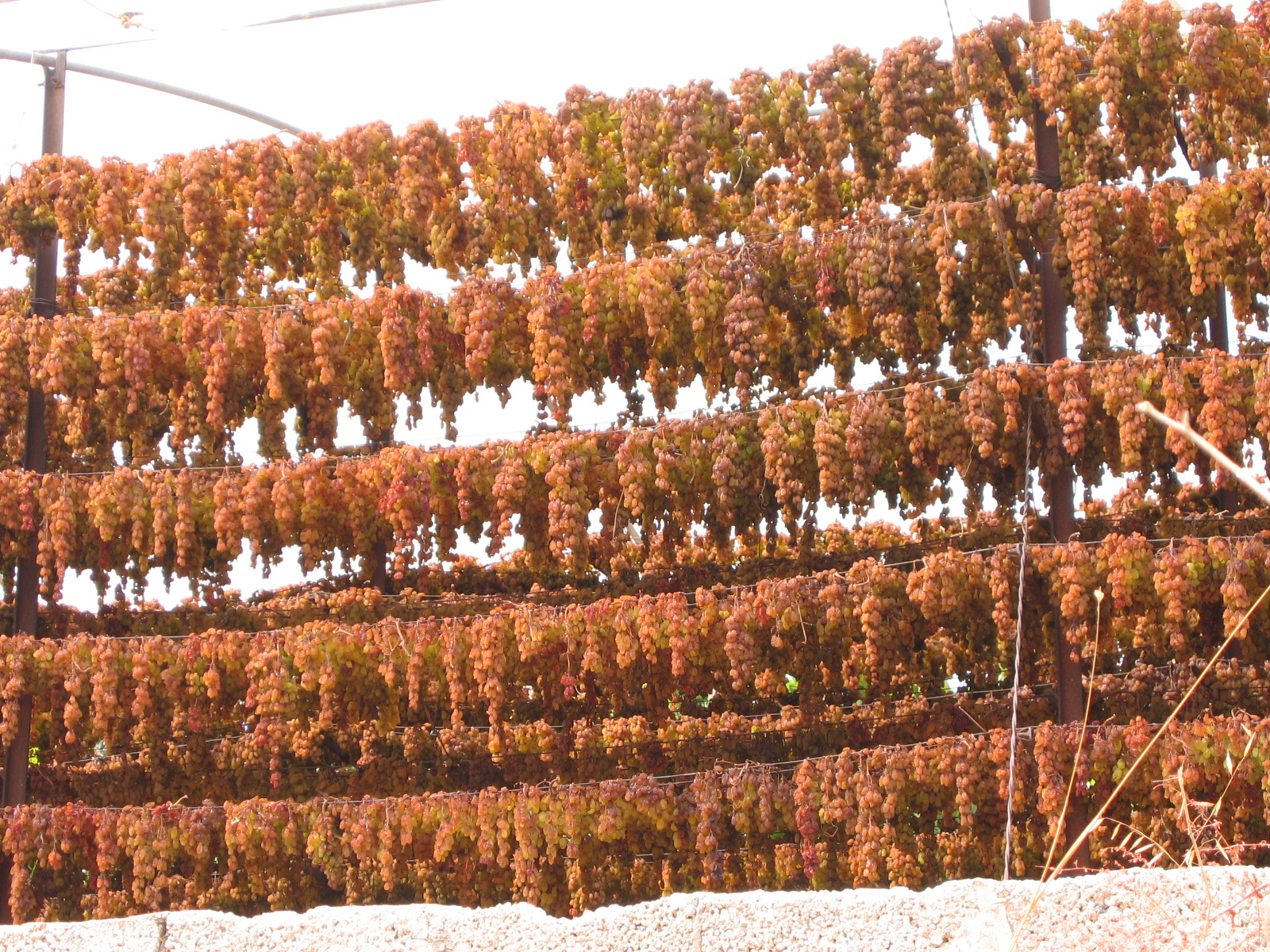
Séchage de grappes au soleil

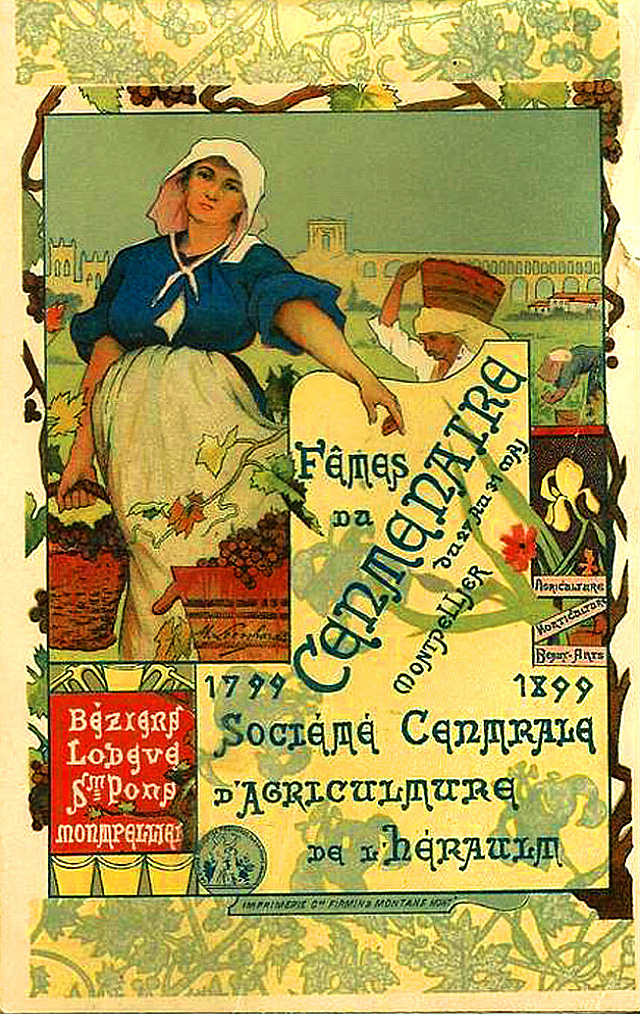
Fête du centenaire de la société d'agriculture de l'Hérault en 1899

Pour tenter de redonner quelques qualités à ces raisins issus de vignes arbustives, fut appliquée la technique de la passerille, décrite par les auteurs de l'Antiquité, où les raisins séchaient grappes suspendues au soleil. Olivier de Serres, en 1600, indique que ces raisins, des picardans et des muscats, firent l'objet d'un commerce fructueux en particulier à Gigean, Loupian, Mèze, Cournonterral et Montbazin. Ils étaient l'objet d'une préparation spéciale. Après avoir trempé dans une lessive de cendre de sarments, ils étaient enduits d'huile d'olive pour les adoucir puis « mis à sécher au soleil, pendus à des perches ». Après deux à trois jours, ils étaient alors « portés au grenier sur des claies ou tables bien propres et y séjournaient quatre à cinq jours ». Au XVIIIe siècle, Montpellier, où le Conseil de Ville n'hésitait pas à louer les murs des remparts à cet usage, était « décorée d'une manière singulière quand on y mettait à sécher le raisin que l'on avait suspendu à de grandes perches et ces espèces de tapisseries ornaient le devant des maisons ».
La période moderne correspond à une extension très importante du vignoble languedocien. Dès la fin du XVIIe siècle, ce fut la « ruée vers la garrigue », c'est-à-dire vers les communs et les vacants. Cette frénésie de planter prit des proportions énormes après le terrible gel de 1709. Les jardins furent même utilisés. Pierre Joseph Garidel, docteur en médecine formé à Montpellier et professeur d'anatomie à Aix-en-Provence, décrit en 1715, un cépage qu'il nomme le « muscat de panse » qu'il a trouvé tant dans le vignoble provençal ou languedocien mais aussi « dans les enclos autour des villes, dans des endroits que l'on appelle vulgairement tones ou treilles ». Le comte Alexandre-Pierre Odart, dans son Exposé des divers modes de culture de la vigne, et des différents procédés de vinification dans plusieurs des vignobles les plus renommés, décrivit à son tour ce muscat blanc conduit en taille longue qui a été identifié comme le muscat d'Alexandrie.
Pendant ce temps, en plaine, les grands domaines appartenant à la noblesse s'étaient orientés vers la viticulture extensive. Ce fut le cas à Candillargues sur les terres labourables appartenant à la famille De La Croix, à Marsillargues avec le marquis de Calvisson. Il y eut surproduction. Et tous ces petits vins issus de vignes arbustives prirent le chemin de la distillerie avec le soutien financier, en particulier, des Bonnier de la Mosson, banquiers à Montpellier. Cet état de fait, organisé ou non, pris une tout autre proportion, dès 1780, avec l'arrivée en Languedoc de l'aramon, cépage gros producteur qui mit « fin à bien des velléités de production qualitative ». À la veille de la Révolution française, environ 50 % des terres sont couvertes de vigne autour de Béziers.

### Période contemporaine

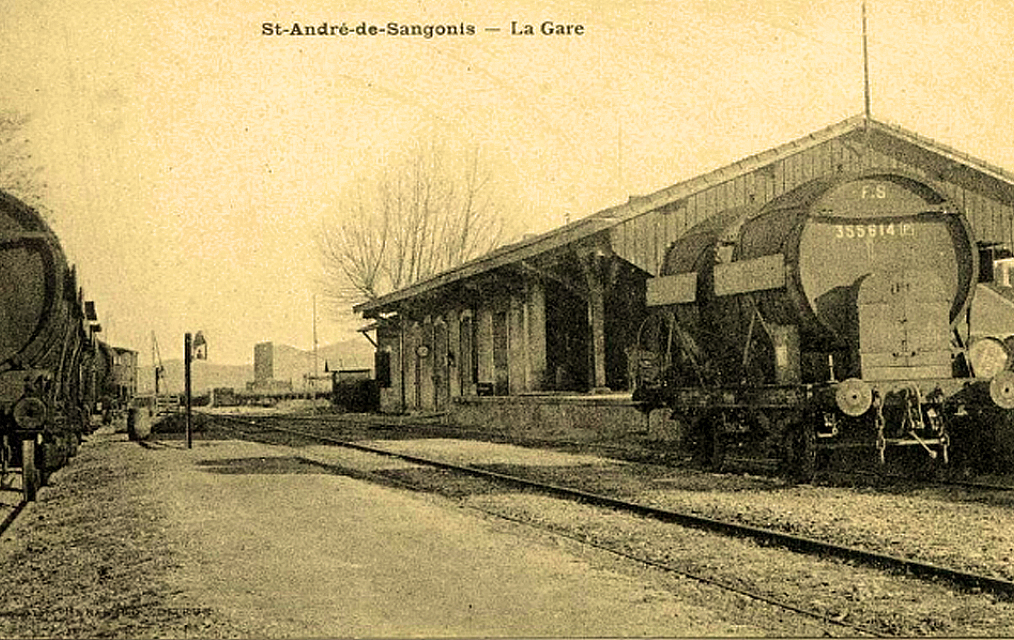
Bi-foudre en gare de Saint-André-de-Sangonis.
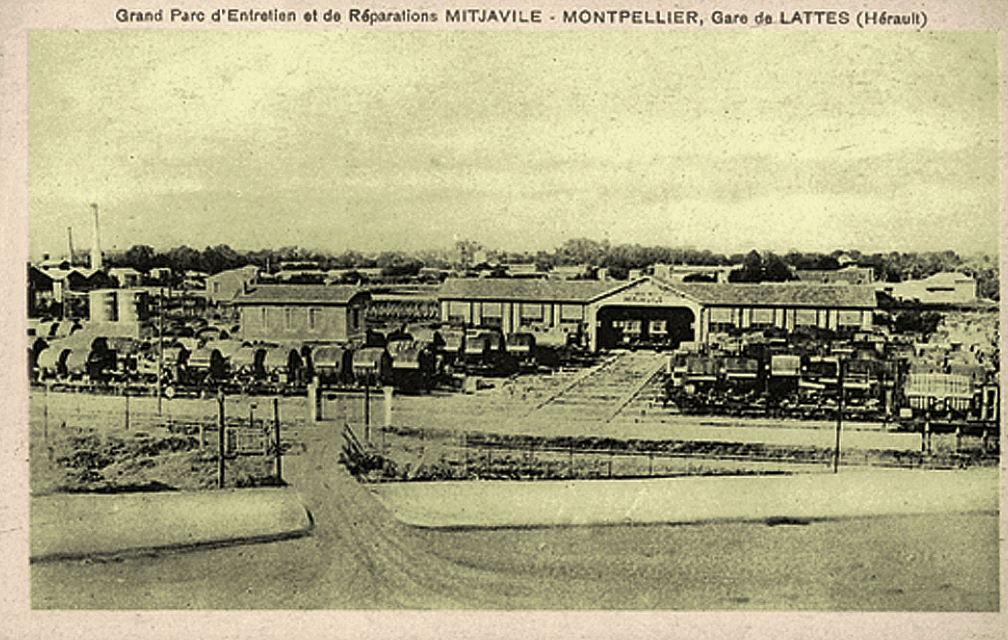
Les vins en gros Mitjavile[29] en gare de Lattes-Montpellier.
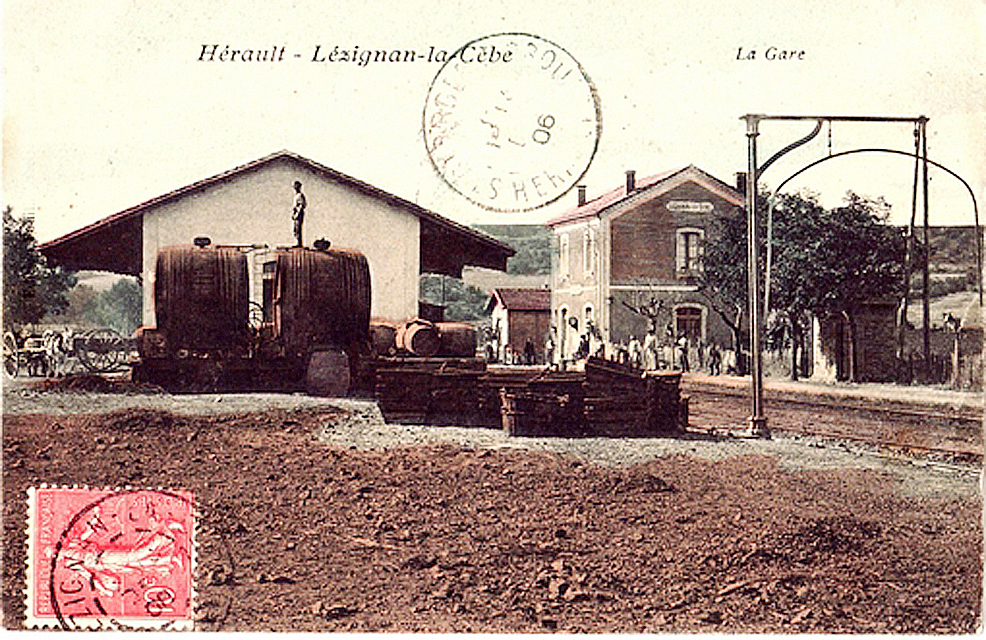
Bi-foudre et tonneaux en gare de Lézignan-la-Cèbe.
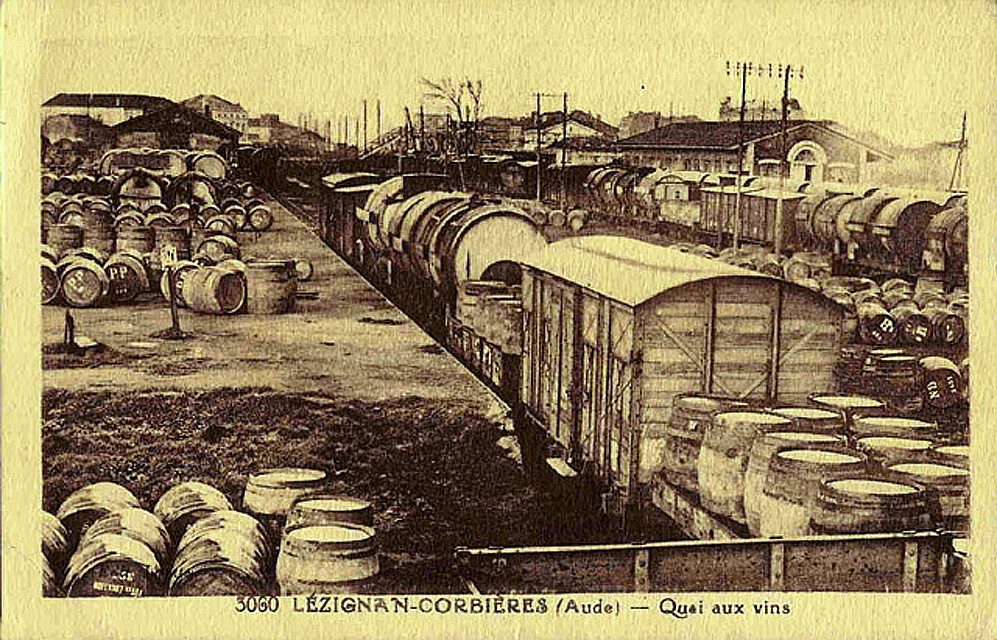
Transport de futs en gare de Lézignan-Corbières.

En 1853, l'arrivée du chemin de fer en Languedoc permit à sa viticulture d’élargir ses débouchés, notamment le nord et l'est de la France, régions industrielles où une part non négligeable du salaire des ouvriers passait dans l'achat de vin, ainsi que dans les grandes agglomérations françaises (Paris et sa banlieue, Lyon et la région de Saint-Étienne). La viticulture dut alors faire face à plusieurs crises : l'oïdium, qui apparut aux alentours de 1850, puis le phylloxéra en 1863, et à la fin du XIXe siècle, le mildiou. Alors que partout ailleurs, surtout dans le Nord-Ouest, la surface plantée en vignes fut en régression, dès que les moyens de lutter contre ces parasites furent trouvés, elle augmenta dans les départements de l'Aude, du Gard, de l'Hérault et des Pyrénées-Orientales. À eux quatre, ils purent dès lors fournir 40 % de la production française de vin.

## Situation géographique

### Climat
Le climat du Languedoc-Roussillon est méditerranéen : il se caractérise par des hivers doux, des étés chauds et secs et des précipitations rares et concentrées sur la période hivernale. Les vents dominants sont la tramontane, vent sec et froid qui chasse les nuages, et le marin, vent humide qui au contraire amène les nuages. Il peut parfois être très violent.
Le tableau ci-dessous indique les températures et les précipitations pour l'année 2007 :
| Mois                                   | J  | F   | M  | A    | M  | J  | J  | A    | S    | O   | N  | D  | Année |
| -------------------------------------- | -- | --- | -- | ---- | -- | -- | -- | ---- | ---- | --- | -- | -- | ----- |
| Températures moyennes maximales (°C)   | 11 | 11  | 14 | 16   | 20 | 25 | 26 | 26   | 23   | 19  | 14 | 12 | 17,6  |
| Températures moyennes minimales (°C)   | 7  | 7   | 10 | 11   | 14 | 19 | 20 | 21   | 18   | 15  | 10 | 8  | 13,3  |
| Températures moyennes (°C)             | 9  | 9   | 12 | 13,5 | 17 | 22 | 23 | 23,5 | 21,5 | 17  | 12 | 10 | 15,6  |
| Précipitations (hauteur moyenne en mm) | 60 | 105 | 10 | 15   | 90 | 0  | 3  | 10   | 29   | 144 | 21 | 72 | 659   |
| Source: MSN météo                      |    |     |    |      |    |    |    |      |      |     |    |    |       |

## Vignoble

### Encépagement
- Les cépages blancs utilisés sont le bourboulenc, la clairette, le chardonnay, le chenin, le grenache blanc, le grenache gris, le maccabeu, la malvoisie, la marsanne, le muscat blanc à petits grains, le muscat d'Alexandrie, la roussanne, le sauvignon blanc, le viognier, le mauzac cultivé à Limoux depuis le XVIe siècle[32].
- Les cépages rouges sont le cabernet-sauvignon, le carignan, le cinsault, le merlot, le mourvèdre, le grenache noir, le pinot noir  et la syrah.

### Appellations
Le Languedoc-Roussillon est le plus grand producteur de vins de table, tous les autres vins étant des IGP et bien sûr des AOC. Il y avait dans le Languedoc un dernier AOVDQS, le « côtes-de-la-malepère », qui est passé AOC sous l'appellation malepère le 2 mai 2007.

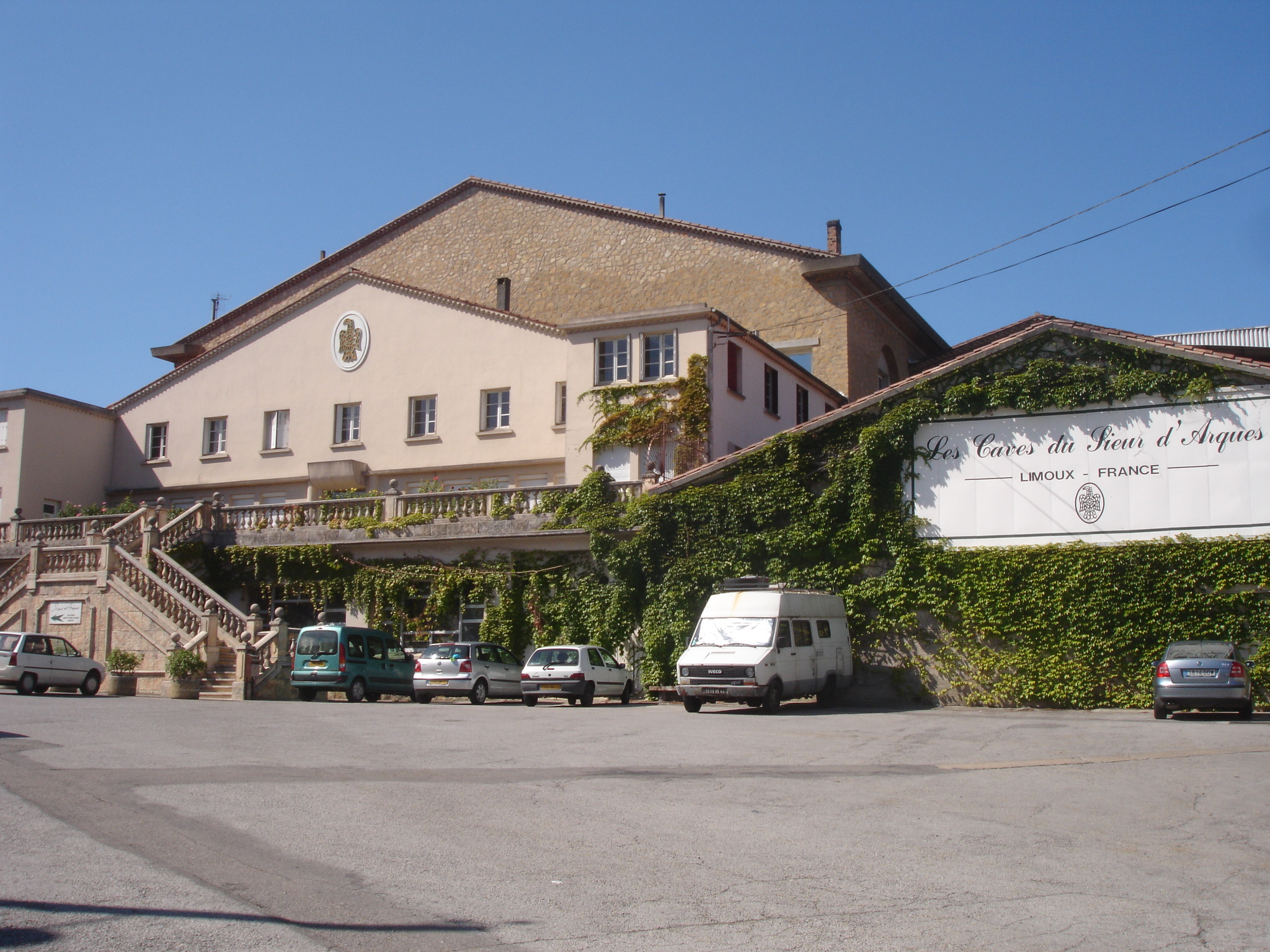
Coopérative du Sieur d'Arques à Limoux.

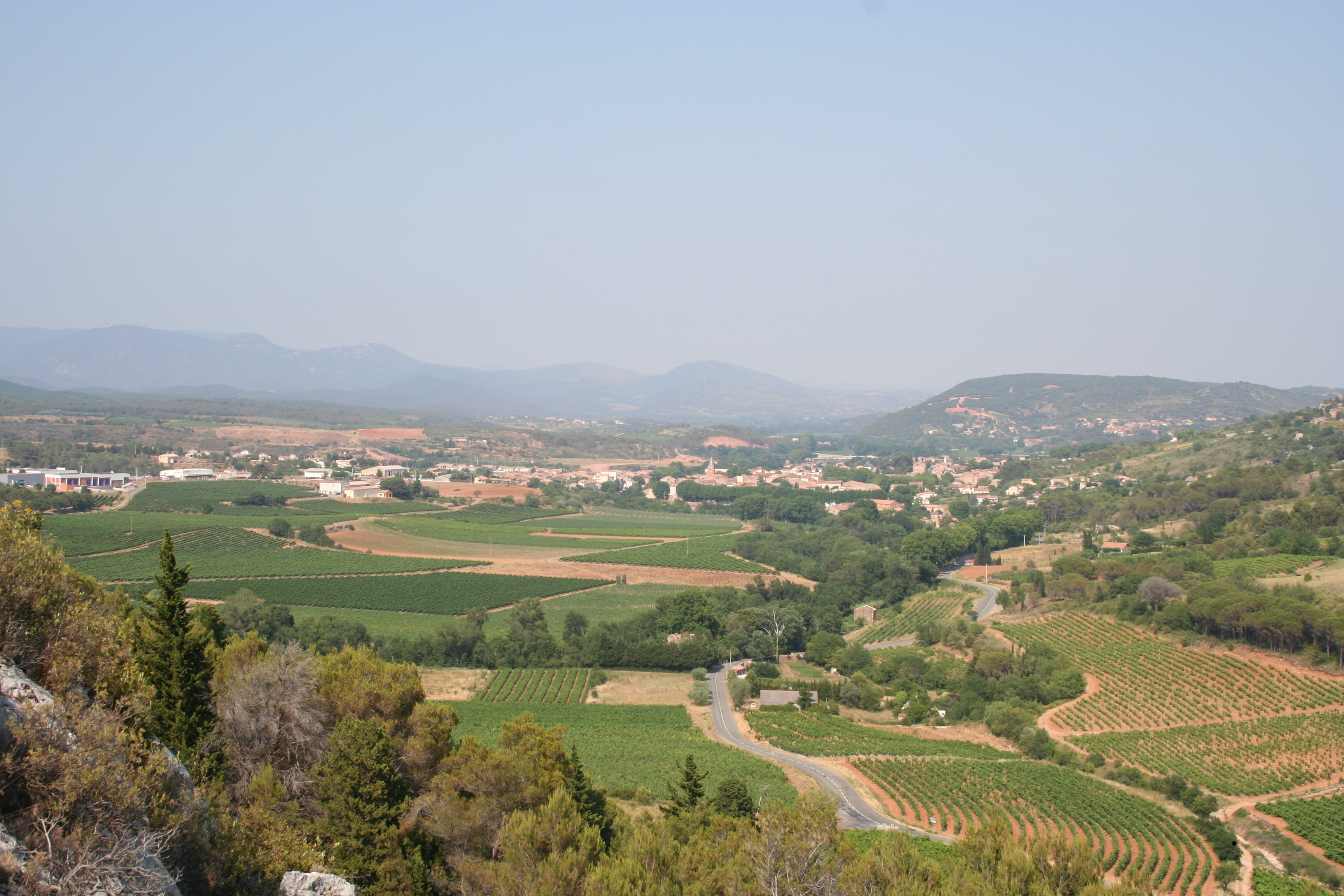
Vignoble de Saint-Chinian.

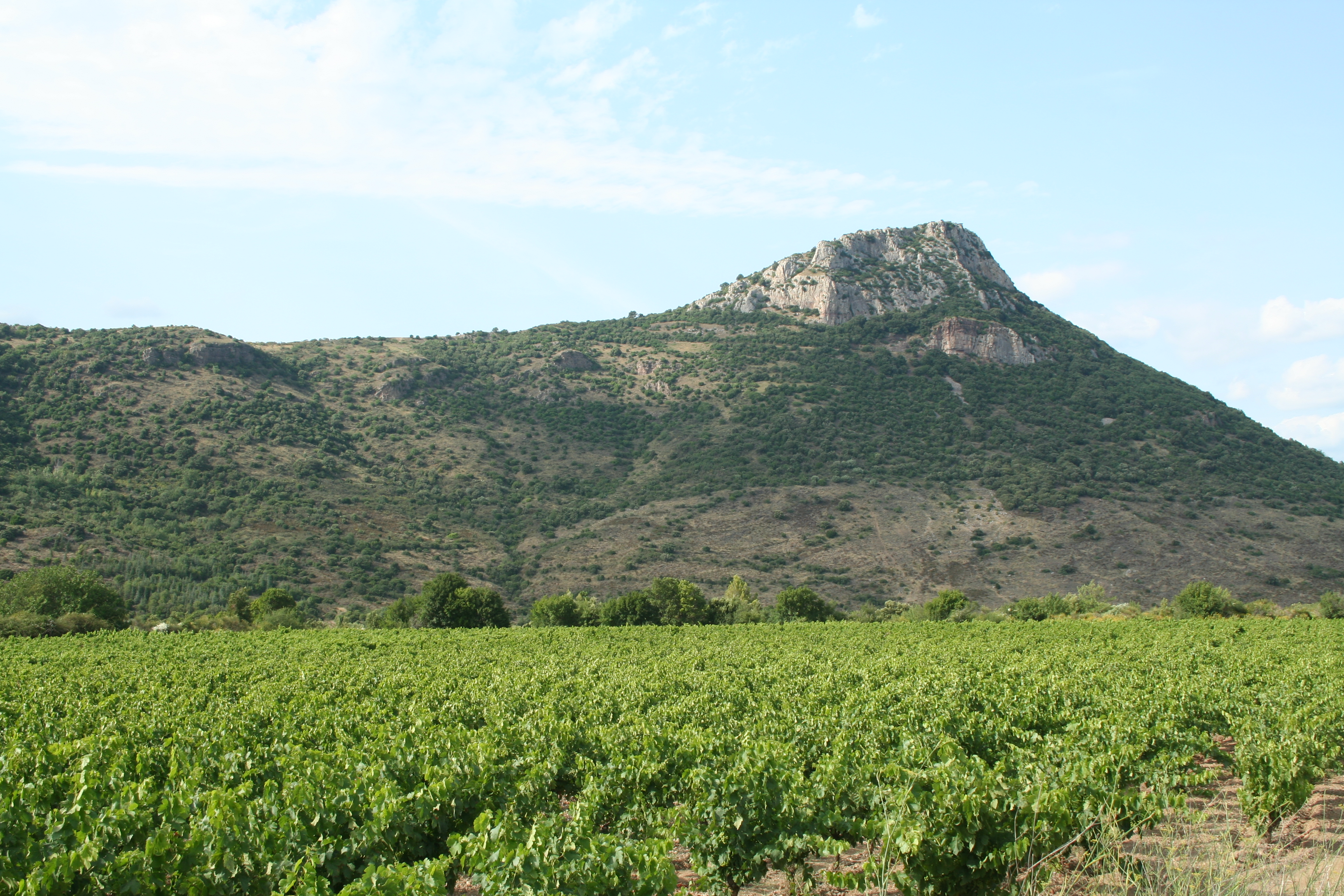
Cabrières, Pic de Vissou.

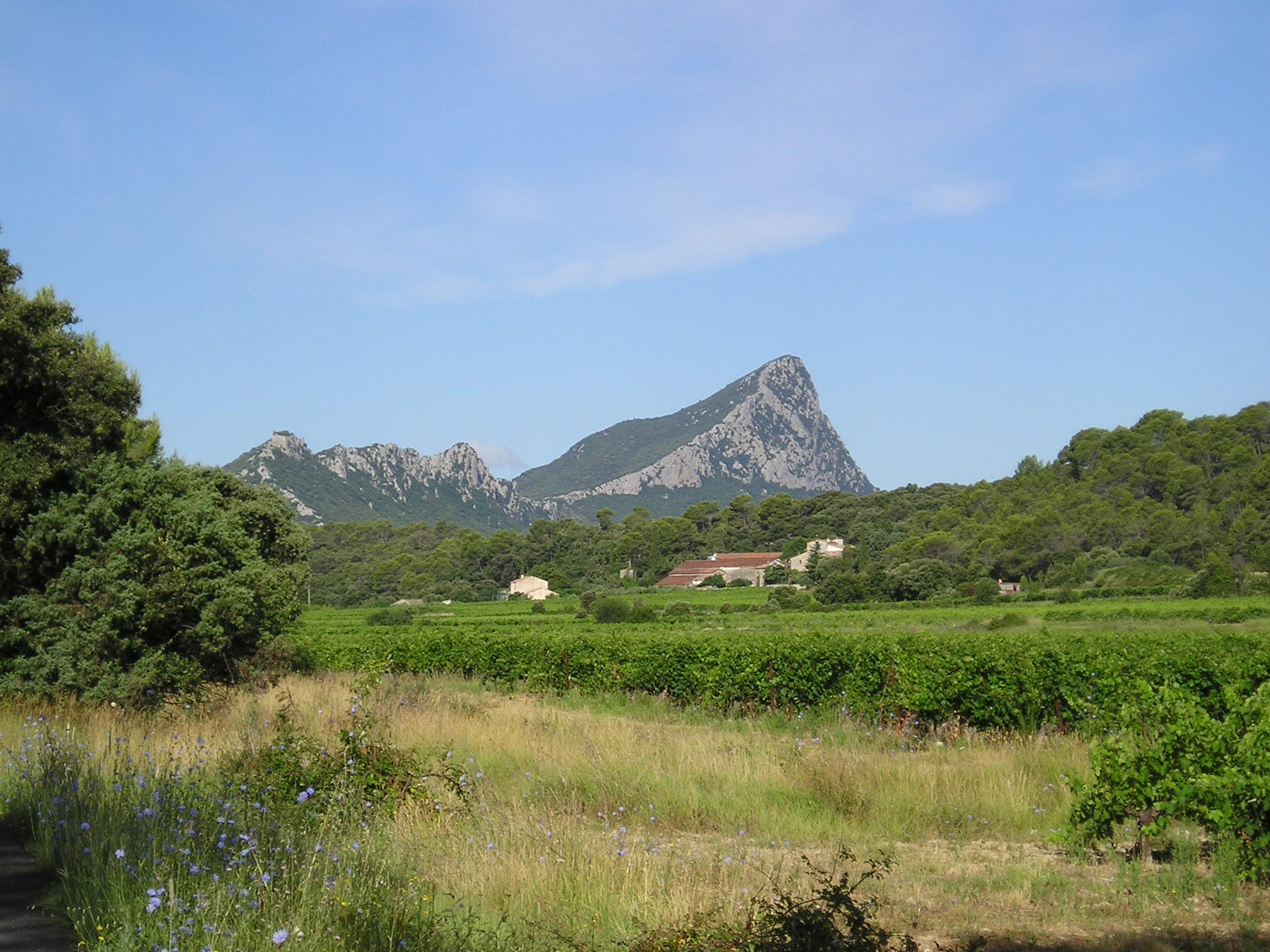
Le vignoble de Pic Saint-Loup vu de La Vieille.

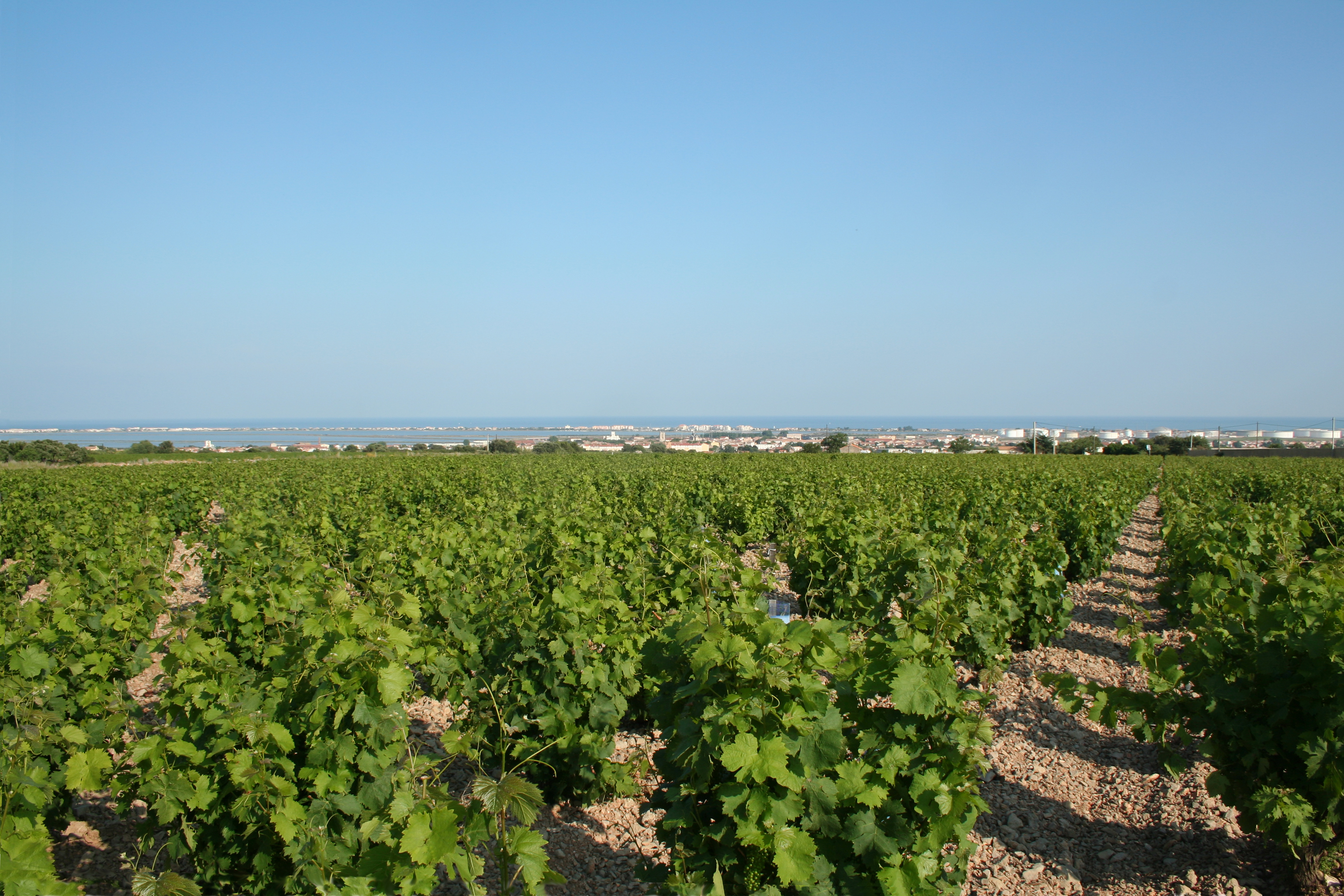
Vignoble de Frontignan.

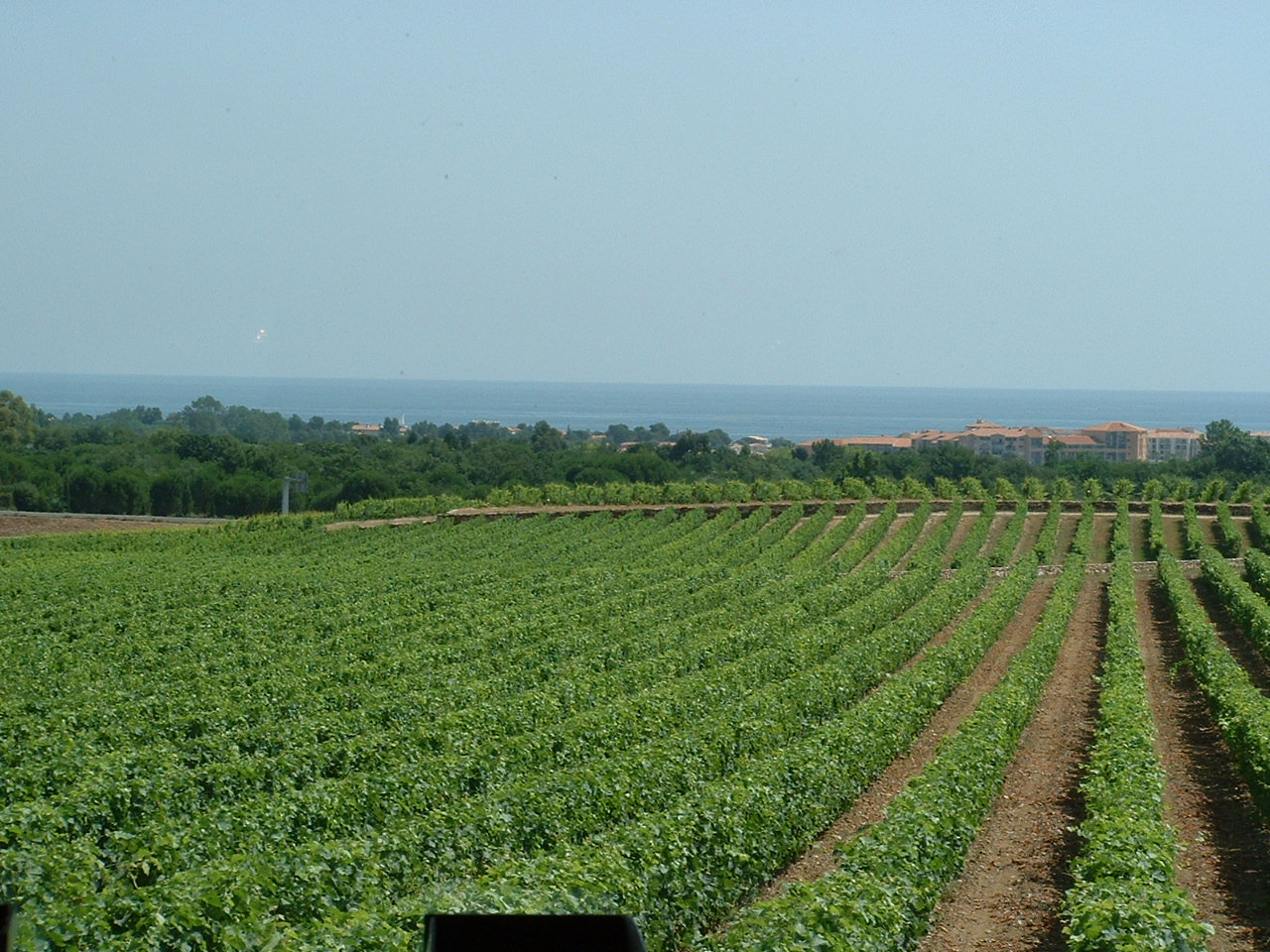
Vignoble à Argelès.

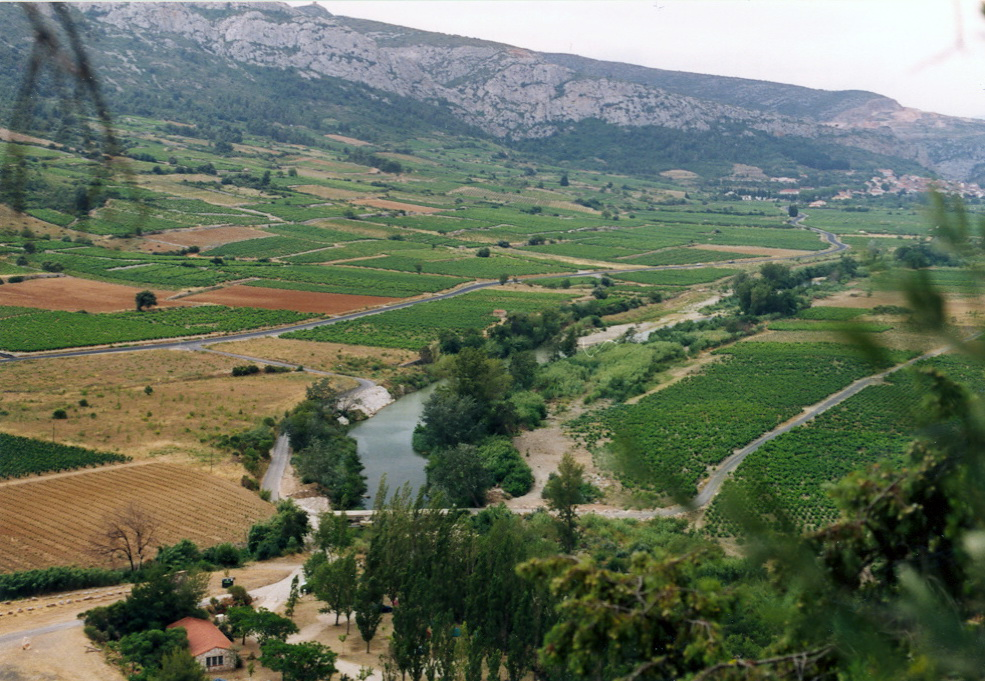
Vignoble des côtes-du-roussillon-villages, vu depuis l'entrée de la grotte de la Caune de l'Arago, sur la commune de Tautavel.

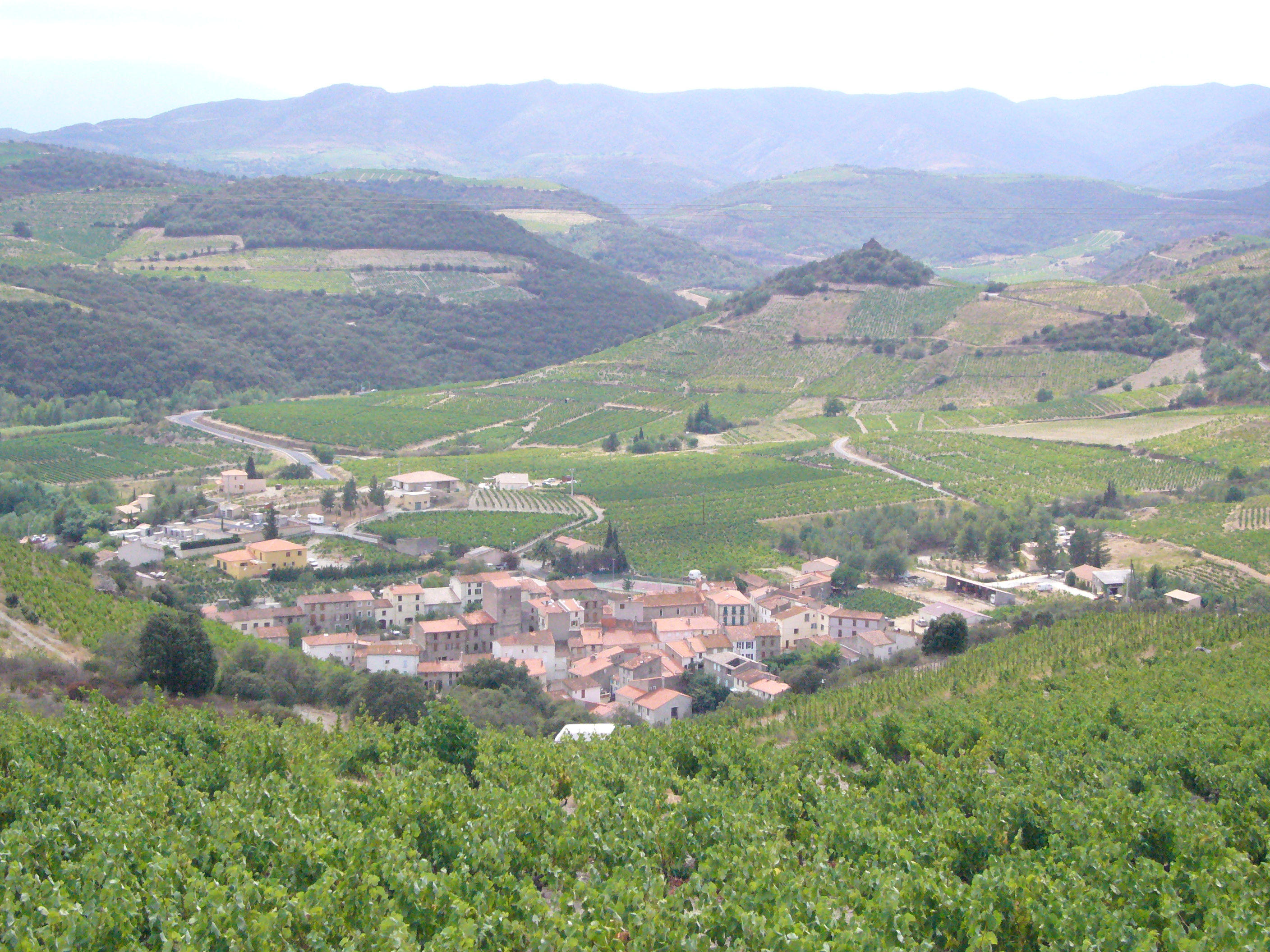
Vignoble producteur de muscat de Rivesaltes à Rasiguères.

#### AOC du Languedoc
Il représente environ 39 000 ha. Le rendement moyen en AOC est de 45 hl/ha. Il varie selon les produits. Ce vignoble a connu une profonde restructuration avec un développement des cépages méditerranéens comme le grenache, le mourvèdre ou la syrah, vedette des nouvelles plantations.
Chiffres 2014 :
| Appellation                       | Vignoble | Blanc      | Rouge et rosé | Vin effervescent | Total      | Rendement |
| AOC - VDN - Vin effervescent      | hectare  | hectolitre | hectolitre    | hectolitre       | hectolitre | hl / ha   |
| Blanquette de Limoux              | 670      | ---        | ---           | 33 490           | 33 790     | 50        |
| Limoux méthode ancestrale         | 156      | ---        | ---           | 6 412            | 6 412      | 50        |
| Crémant de Limoux                 | 482      | ---        | ---           | 25 622           | 25 622     | 50        |
| Limoux                            | 156      | 3 487      | 2 925         | ---              | 6 412      | 50        |
| Cabardès                          | 383      | ---        | 17 345        | ---              | 17 345     | 50        |
| Corbières                         | 13 034   | 10 220     | 549 780       | ---              | 560 000    | 50        |
| Corbières-boutenac                | 1 429    | ---        | 5 117         | ---              | 5 117      | 45        |
| Languedoc                         | 5133     | 24361      | 110693/79045  | ---              | 213799     | 41        |
| Fitou                             | 2 562    | ---        | 93 463        | ---              | 93 463     | 45        |
| Minervois                         | 4 289    | 4 000      | 166 000       | ---              | 170 000    | 50        |
| Minervois-la-livinière            | 2 600    | ---        | 7 000         | ---              | 7 000      | 45        |
| Malepère                          | 461      | ---        | 19 964        | ---              | 19 964     | 50        |
| Muscat de Frontignan              | 200      | 5 000      | ---           | ---              | 5 000      | 30        |
| Muscat de Mireval                 | 288      | 6 856      | ---           | ---              | 6 856      | 30        |
| Muscat de Saint-Jean-de-Minervois | 188      | 5 365      | ---           | ---              | 5 365      | 30        |
| Muscat de Lunel                   | 357      | 8 209      | ---           | ---              | 8 209      | 30        |
| Faugères                          | 1 904    | 802        | 72 311        |                  | 73 113     |           |
| Picpoul de Pinet                  | 1 350    | 82 000     |               |                  | 82 000     | 55        |
| Terrasses du Larzac               |          |            |               |                  |            |           |
| La Clape                          |          |            |               |                  |            |           |

Coteaux-du-languedoc
Cette AOC, à titre dérogatoire, est utilisée jusqu'au 3 mai 2017, date à laquelle elle est complètement remplacée par l'appellation Languedoc. Elle regroupe les dénominations suivantes :
Chiffres clés 2013 :
| Coteaux-du-languedoc       | Vignoble | Blanc      | Rosé       | Rouge      | Total      | Rendement |
| AOC - rouge - rosé - blanc | hectare  | hectolitre | hectolitre | hectolitre | hectolitre | hl / ha   |
| Cabrières                  | 173      | ---        | 3722       | 3300       | 70022      | 40.6      |
| Clairette du Languedoc     | 60       | 3 6000     | ---        | ---        | 3 600      | ---       |
| Faugères                   | 1 904    | 802        | 72 311     | ---        | 73 113     | ---       |
| Grés-de-montpellier        | ---      | ---        | ---        | ---        | ---        | ---       |
| La Méjanelle               | ---      | ---        | ---        | ---        | ---        | ---       |
| Montpeyroux                | ---      | ---        | ---        | ---        | ---        | ---       |
| Pézenas                    | ---      | ---        | ---        | ---        | ---        | ---       |
| Pic-saint-loup             | ---      | ---        | ---        | ---        | ---        | ---       |
| Quatourze                  | 3 129    | 1 365      | 124129     | ---        | 125 494    | ---       |
| Saint-chinian              | 3 129    | 1 365      | 124129     | ---        | 125 494    | ---       |
| Saint-christol             | ---      | ---        | ---        | ---        | ---        | ---       |
| Saint-drézéry              | ---      | ---        | ---        | ---        | ---        | ---       |
| Saint-georges-d'orques     | ---      | ---        | ---        | ---        | ---        | ---       |
| Saint-saturnin             | ---      | ---        | ---        | ---        | ---        | ---       |
| Sommières                  | ---      | ---        | ---        | ---        | ---        | ---       |

#### AOC du Roussillon
Les appellations, leurs superficies et leurs chiffres de production sont :
| Type de vin  | Dénomination                                  | Superfície (hectares) | Volume (hectolitres) |
| ------------ | --------------------------------------------- | --------------------- | -------------------- |
| Vin de table |                                               | 1 657                 | 93 566               |
| IGP          | Côtes-catalanes                               | 6 833                 | 407 557              |
| IGP          | Côte-vermeille                                | 5                     | 328                  |
| IGP          | Pyrénées-orientales                           | 425                   | 24 061               |
| AOC          | Collioure                                     | 558                   | 18 745               |
| AOC          | Côtes-du-roussillon                           | 5.910                 | 231.924              |
| AOC          | Côtes-du-roussillon Les Aspres                | 56                    | 1.596                |
| AOC          | Côtes-du-roussillon villages                  | 1.577                 | 51.109               |
| AOC          | Côtes-du-roussillon villages Caramany         | 117                   | 4.252                |
| AOC          | Côtes-du-roussillon villages Lesquerde        | 54                    | 2.226                |
| AOC          | Côtes-du-roussillon villages Tautavel         | 261                   | 10.219               |
| AOC          | Côtes-du-roussillon villages Latour-de-France | 158                   | 4.784                |
| VDN          | Banyuls                                       | 1.016                 | 19.611               |
| VDN          | Banyuls grand cru                             | 232                   | 4.001                |
| VDN          | Grand Roussillon                              | 1.120                 | 30.622               |
| VDN          | Maury                                         | 608                   | 12.752               |
| VDN          | Muscat de Rivesaltes                          | 5 936                 | 119.830              |
| VDN          | Rivesaltes                                    | 4.891                 | 96.439               |

#### Vins sousIGP
À côté du vignoble AOC, des cépages réputés ont été plantés dans le but de produire des vins de cépages. Les rendements sont souvent supérieurs. Leur production donne des vins fruités et typés, frais et légers.
Ils sont commercialisés sous leur nom de vin de pays de zone (local) ou de département ou régional (pays-d'oc ou terres-du-midi).
Les cépages implantés sont ceux de la zone AOC ou des cépages connus venus de régions prestigieuses pour les vins mono-cépage.